# Otton Bogaty
Otto Bogaty (ur. ok. 1075, zm. 9 lutego 1123) – hrabia Ballenstedt, był pierwszym przedstawicielem askańczyków, który tytułował się hrabią Anhaltu.

## Życiorys
Był najstarszym synem Adalberta II, hrabiego Ballenstedt, i Adelajdy, córki Ottona, margrabiego Miśni. W 1106, po śmierci swego teścia Magnusa, zajął znaczącą cześć jego włości i liczył na objęcie tytułu księcia Saksonii. Jednak cesarz Henryk V nadał księstwo Lotarowi z Supplinburga. Otto uzyskał tytuł książęcy dopiero w 1112 roku po buncie Lotara przeciw cesarzowi, jednak jeszcze tego samego roku tytuł został mu odebrany, gdy to on poróżnił się z cesarzem. W tej sytuacji pogodził się z Lotarem i wspomagał go w staraniach o tron królewski w 1125. Otto zwiększył swój stan posiadania w walkach ze Słowianami, podbijając Zerbst/Anhalt i Salzwedel. Rościł sobie prawa do hrabstwa Weimar-Orlamünde, którego dziedziczką była jego matka.
Wraz z synem Albrechtem przekształcił opactwo w Ballenstedt w klasztor benedyktyński w 1123 roku.
Jego dziećmi z małżeństwa z Elilką, córką Magnusa księcia Saksonii, byli Albrecht Niedźwiedź, twórca marchii brandenburskiej, i Adelajda, żona Henryka II margrabiego Marchii Północnej.